# Centre de détention de Val-de-Reuil
Le Centre de détention de Val-de-Reuil, dit « Les Vignettes », est un centre de détention français situé sur la commune de Val-de-Reuil dans le département de l'Eure, à quelques kilomètres de Rouen. C’est le plus grand établissement d’Europe pour longues peines. 

## Description
La prison des Vignettes, construite en 1989, est composée de deux divisions de 400 places. 
En 2010, le rapport du Contrôleur général des lieux de privation de liberté explique que « la violence qui [y] règne est vivement dénoncée par les surveillants »,.

## Violences sur des détenus

### Lee Bert F.
En avril 2020, le tribunal correctionnel d'Évreux condamne 5 surveillants à des peines allant de quatre mois à deux ans d'emprisonnement pour avoir violemment frappé en février 2020 Lee Bert F., un détenu récalcitrant qui ne présentait aucun danger, en utilisant notamment la technique de l'étranglement, en le traînant par les cheveux, et en l'enfermant nu inconscient dans son sang et ses excréments,.  
Deux surveillants avaient décrit dans leur compte rendu d'incident un détenu très agité qui se tapait seul la tête contre le sol. La procureure d'Évreux annonce initialement qu'« une enquête est ouverte pour violences avec armes sur personne dépositaire de l'autorité publique ». Mais un autre surveillant, Besnik M., dénonce le mensonge. Le parquet d’Évreux dessaisit le commissariat de Val-de-Reuil au profit de celui de Vernon et ouvre alors une enquête, qui doit faire face aux efforts de l'administration pénitentiaire pour couvrir les surveillants,. 
Les surveillants comparaissent devant la cour d'appel de Rouen en février 2021, le jugement est attendu le 20 avril.

## Prisonniers célèbres
- Jawad Bendaoud[6]
- Maxime Brunerie
- Alfred Petit[7]
- Ange Polleti (Tuerie d'Auriol / SAC)
- Marc Machin un délinquant français, surtout connu pour avoir été la victime d'une erreur judiciaire